# Сумка (верхний приток Волги)
Су́мка (мар. Каширкӓ) река в Горномарийском районе республики Марий Эл. Начинает свой путь в Цепельской роще, почитаемой священной в марийской традиционной религии, недалеко от села Средний Околодок и впадает в Волгу около села Сумки. Длина реки составляет 23 км, площадь водосборного бассейна — 197 км².
Возле деревни Макаркино перегорожена дамбой, площадь пруда 1,5 гектара.
Притоки — Берёзовая, Мушкет (левые); Пингель (правый).

## Данные водного реестра
По данным государственного водного реестра России относится к Верхневолжскому бассейновому округу, водохозяйственный участок реки — Волга от устья реки Ока до Чебоксарского гидроузла (Чебоксарское водохранилище), без рек Сура и Ветлуга, речной подбассейн реки — Волга от впадения Оки до Куйбышевского водохранилища (без бассейна Суры). Речной бассейн реки — (Верхняя) Волга до Куйбышевского водохранилища (без бассейна Оки).
Код объекта в государственном водном реестре — 08010400312110000040548.